# 拝大五郎
拝 大五郎（おがみ だいごろう）は、漫画『子連れ狼』シリーズに登場する架空の人物。拝一刀の子。その容姿は、原作者の小池一夫が母親から譲られた幼児の姿をした博多人形がモデルとなっており、原作執筆の動機として「この子の物語が書きたい」と思ったことをあげている。

## 人物
公儀介錯人・拝一刀の子。柳生烈堂の陰謀により、母・薊をはじめとする一族が殺害され、さらに拝家が取り潰されると、父・一刀とともにこれに復讐すべく江戸を脱出し、父の押す箱車(乳母車)に乗って全国を渡り歩く。
物心もつかぬ幼い童の身で母の居る極楽浄土に行くか、父と共に冥府魔道を歩むかの選択を迫られ、極楽浄土に見立てた鞠でなく冥府魔道に見立てた短刀で遊び始めた光景を見た父より共に冥府魔道を歩むことを選んだと見做され、苛酷な運命に生きることとなった。
父と自分を除く一族が皆殺しにされたことや刺客を生業として全国を渡り歩く父と行動を共にするためか、普段はいたって無口・無表情であり、発する言葉は父を呼ぶ時の「ちゃん!」くらいなものである。また、父とともに多くの人々の死をその眼で見てきたことにより、普通の剣客では持つことの適わぬ眼 死生眼（ししょうがん）を会得するに至った。時には、栄養不足のために病気に倒れたり、父とはぐれたりすることもあったが、僅か3歳にして水鴎流の技の一つ・斬馬刀を使うこともあった。
物語の最後では父とともに江戸に戻り、八丁河岸で宿敵・烈堂と対決する父を見送り、一刀が力尽きると代わって烈堂を倒した。子供に過ぎない大五郎の刃をあえて懐で受け止めた烈堂は、更に大五郎を抱きしめ、父の仇を討ち立派な武士となった大五郎に、我が孫よ、と嬉し気にささやき絶命した。伊賀、甲賀と同じく公儀隠密として闇の世界で生きねばならない一族の、悲しい男子であることを暗示している。

### 続編での大五郎
続編作品では大五郎は再び冥府魔道の旅を行くこととなった。
第2作の漫画『新・子連れ狼』では、八丁河岸の決闘で一刀に代わり烈堂を倒すも、そこで一刀の遺体を守るうちに力尽きて倒れてしまう。偶然そこに居合わせた東郷重位に助けられ、一刀と烈堂の弔いを重位と済ませて、武者修行中の重位とともに再び旅に出る。しかし、重位の旧主・薩摩藩主島津家の廃絶を狙う老中・松平伊豆守の陰謀に巻き込まれ、再び冥府魔道を歩まざるを得なくなった。
第3作の漫画『そして - 子連れ狼 刺客の子』では、宿願を果たし松平伊豆守と相打ちとなった東郷重位の最期を見届けた大五郎は幕府に逮捕される。子どもながら大五郎の剣の才能や死生眼を危険視され、地下牢「弾掌（だんじょう）」に幽閉されることとなった。実父一刀からは死生眼、養父・重位からは示現流剣術を得てきた大五郎であるが、ついに自らの戦いを開始したのであった。

## 拝大五郎を演じた俳優
- 富川晶宏（映画 子連れ狼（若山富三郎版）、1972年-1974年）
- 西川和孝（テレビドラマ 子連れ狼（萬屋錦之介版）第1部・第2部、1973年-1974年）
- 佐藤たくみ（テレビドラマ 子連れ狼（萬屋錦之介版）第3部、1976年）
- 岡田二三（テレビドラマ 時代劇スペシャル 子連れ狼、1984年）
- 饗場光史（テレビドラマ 子連れ狼（高橋英樹版）、1989年）
- 荘田優志（映画 子連れ狼 その小さき手に、1993年）
- 小林翼（テレビドラマ 子連れ狼（北大路欣也版）、2002年-2004年／『爆竜戦隊アバレンジャー』第12話[注釈 1]、2003年）